# Малі Кузнецови
Малі Кузнецо́ви (рос. Малые Кузнецовы) — присілок у складі Орловського району Кіровської області, Росія. Входить до складу Орловського сільського поселення.
Населення становить 15 осіб (2010, 23 у 2002).
Національний склад станом на 2002 рік — росіяни 100 %.